# Vagant
Vagant er et tidsskrift for litteratur og kritik, der blev grundlagt i 1988. Tidsskriftet er norsk, men udgiver tekster på alle de skandinaviske sprog og har en udtalt tværnordisk profil.
På hjemmesiden Vagant.no udkommer løbende net-eksklusivt indhold, mens papirudgaven udkommer 4 gange årligt. Vagant har hovedkvarter i Berlin.
Vagant har ydet en særligt vigtig funktion, for generationen af debuterende forfattere i 1990érne heriblandt Karl Ove Knausgård, der har tilskrevet tidsskriftet en central rolle for hans efterfølgende forfatterskab: »Likevel er de bøkene jeg har skrevet og det jeg forsøker å få til litterært sett, for meg utenkelig uten Vagant, dets holdninger til litteratur skapte eller formet min egen«. Sådan sagde Knausgård i et interview i 2013 og pegede derved på den rolle, Vagant har spillet som litterær impulsgiver og agendasetter. 

## Historie
Tidsskriftet har fået sit navn efter vaganterne, middelalderens omstrejfende studenter, der fremførte digte og sange på latin mod kost og logi rundt omkring i Europa til stor utilfredshed for kirken.
Med sin første publikation i 1988 blev Vagant et uafhængigt tidsskrift i Oslo, og medredaktørerne på de første årgange tæller blandt andre Alf van der Hagen, Henning Hagerup, Liv Ullman og Pål Norheim. I 1999 blev der oprettet en parallel redaktion i Bergen, hvorfra der blev udgivet to udgaver om året med blandt andre Karl Ove Knausgård i redaktionen. I 2002 lukkede Oslo-redaktionen, og tidsskriftet fik de følgende 10 år udelukkende base i Bergen. I 2013 flyttede hovedkontoret til Berlin. Audun Lindholm har været tidsskriftets ansvarshavende redaktør siden 2007.
Fra 1996 til 2005 modtog tidsskriftet økonomisk støtte fra forlaget Aschehoug. I 2005 opsagde forlaget sponsoraftalen, og redaktionen indgik en ny aftale med det daværende forlag N.W. Damm & Søn. Mellem 2005 og 2016 blev tidsskriftet udgivet af Cappelen Damm. Fra og med januar 2017 er ejerskabet overdraget til redaktionen, og Vagant blev sit eget forlag.
I 2009 oprettedes internetsatsningen »Vagant Europa«, som har til formål at publicere og oversætte artikler fra den europæiske litteratur-og kulturdebat. Vagant er medlem af det europæiske kulturtidsskriftsnetværk Eurozine.
I 2013 blev Vagant kåret til Årets tidsskrift af Norsk Tidsskriftforening og i 2014 fik Vagant Språkprisen, for at have »vært et kraftsentrum i norsk litteratur i 26 år« og for, som juryen beskriver det, en »fremragende bruk av norsk språk i sakprosa«.
I april 2017 optog Vagant det danske tidsskrift Salon 55 som en del af Vagant, og redaktionen proklamerede en yderligere satsning på at binde de litterære offentligheder i de nordiske lande nærmere sammen.

## Tidligere medlemmer af redaktionen
En lang række kritikere og forfattere har haft Vagant som sit »andet universitet« (Alf van der Hagen), deriblandt Karl Ove Knausgård. Tore Renberg. Pål Norheim. Bår Stenvik. Olaf Haagensen. Gunnar Rebnord Totland. Alf van der Hagen. Cecilie Schram Hoel. Ola A. Hegdal. Nina Aspen. Else Marie Hagen. Marius Wulfsberg Johnsen. Nina Birkeland. Alexander Elgurén. Trond Vestre. Hege Lunde. Asle Leidland. Steffen Kverneland. Beate Hjertager. Dagfrinn Carlsson. Erle Stokke. Kristin Gjerde. Anne Gjeitanger. Siri Briest. Hedvig Bjørgum. Torhild Berg. Heidi Glattre. Hege Næss. Cathrine Paulsen. Ola Ullern. Trond Vestre. Birgit Aanderaa. John Tore Aartveit. Linde Hagerup. Johann Grip. Tom Egil Hverven. Hege Imerslund. Henning Hagerup. Tone Hødnebø. Torunn Borge. Arve Kleiva. Bjørn Aagenæs. Cathrine Grøndahl. Trude Kleven. Terje Holtet Larsen. Espen Stueland. Tore Renberg. Ingvild Burkey. Rune Christiansen. Kristine Næss. Jonny Halberg. Richard Aarø. Gerd Kvanvig. Vigdis Ofte. Knut Ameln Hoem. John Ødemark. Finn Iunker. Jørgen Sejersted. Nora Simonhjell. Eirik Vassenden. Preben Jordal. Olaug Nilssen. Pedro Carmona-Alvarez. Tiril Broch Aakre. Gunnhild Øyehaug. Frode Helmich Pedersen. Inger Bråtveit. Øyvind Ellenes. Øyvind Vågnes. Cathrine Strøm. Morten Auklend. Susanne Christensen. Hans Jacob Ohldieck. Anne Helene Guddal. Erlend O. Nødtvedt. Sigurd Tenningen. Bernhard Ellefsen. Kjersti Rorgemoen. Anngjerd Rustand. Maria Lyngstad Willassen